# Andrea de Bonaiuto

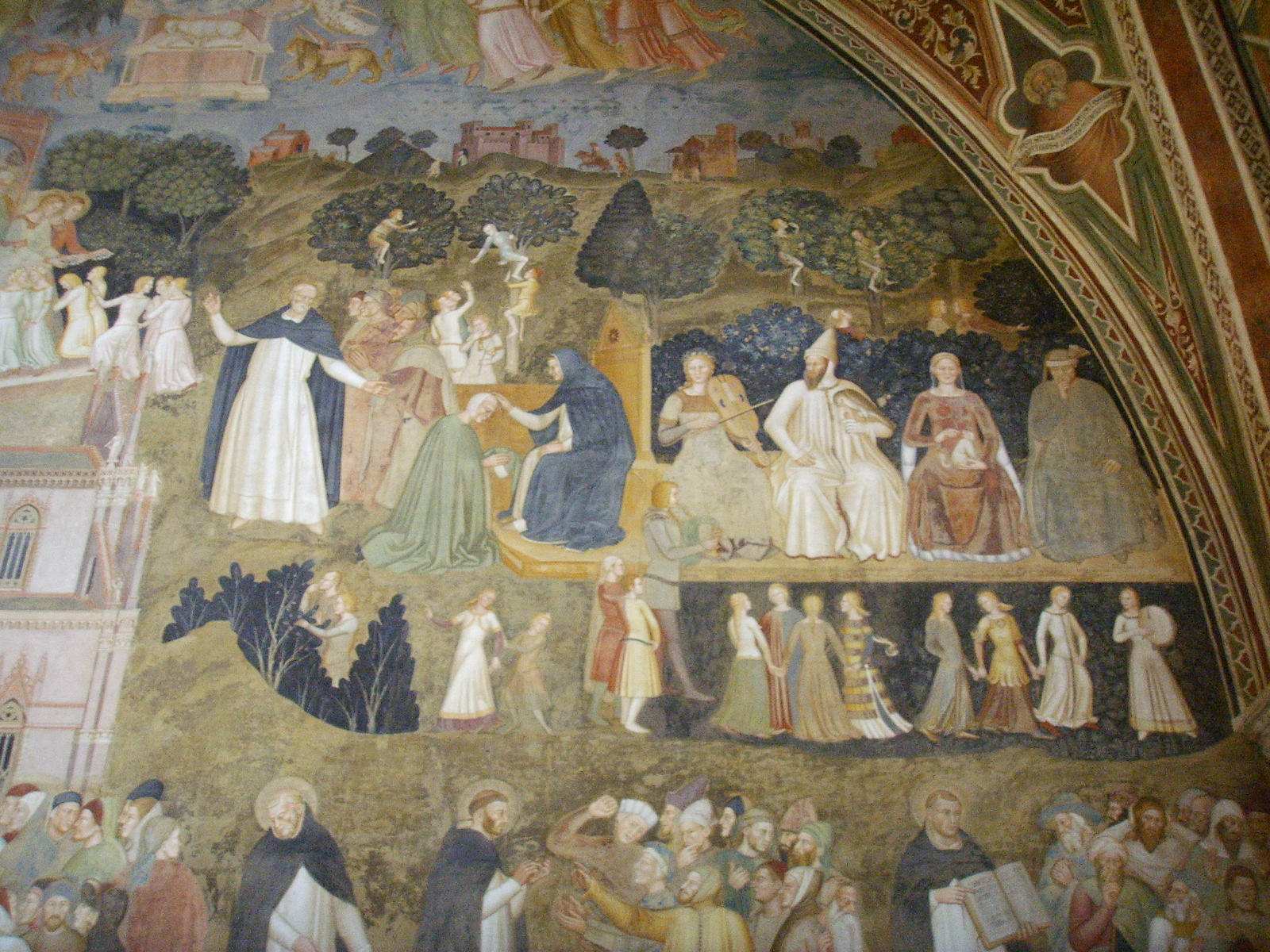
Frescos de la Capilla de los Españoles, Exaltación de la Orden Dominica (detalle).

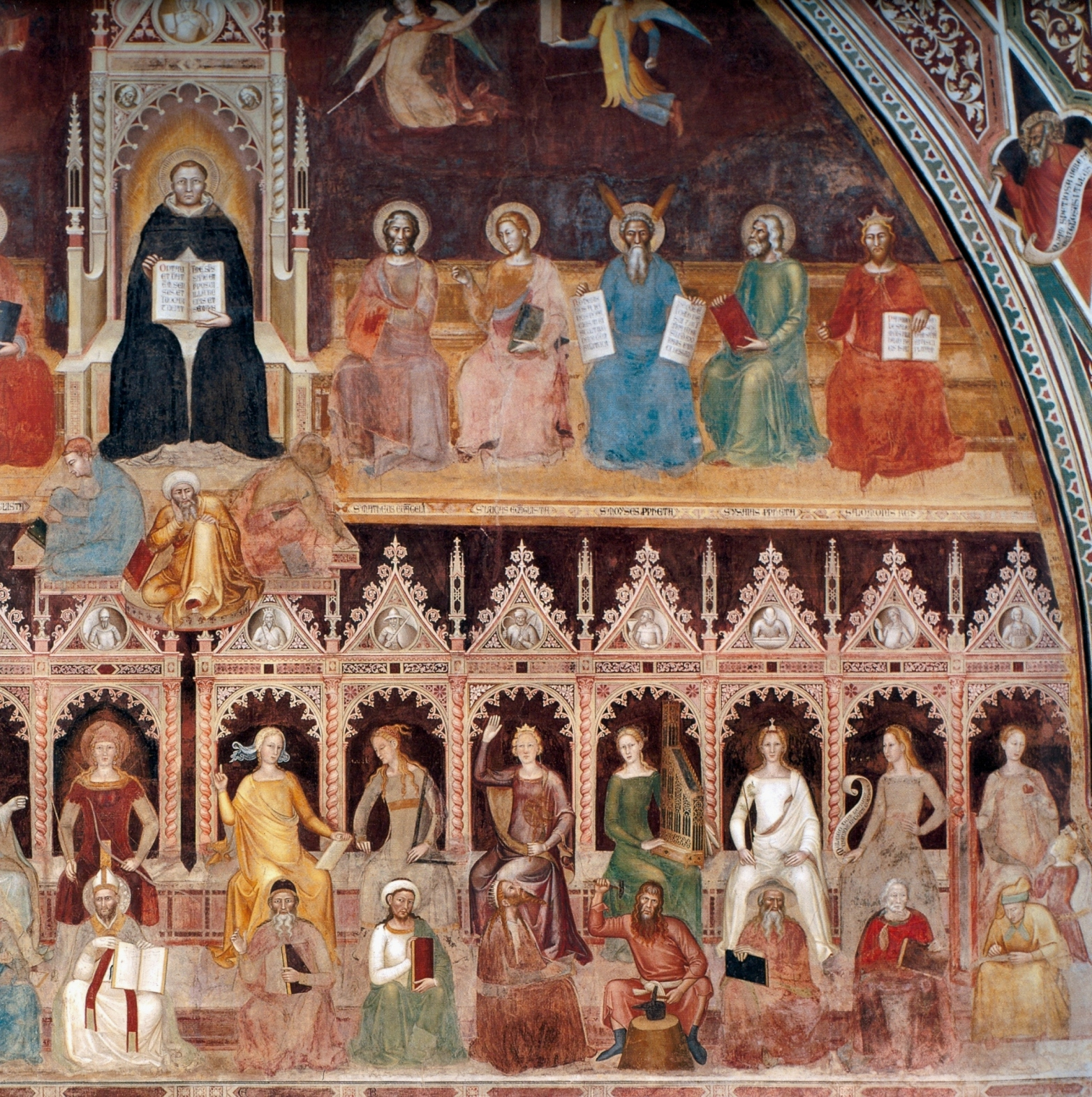
Frescos de la Capilla de los Españoles, Triunfo de Santo Tomás (detalle).

Andrea de Bonaiuto, también llamado Andrea Bonaiuti o Andrea de Florencia, fue un pintor italiano que trabajó en Florencia entre 1343 y 1377.
Hacia 1365 terminó su obra más importante, los frescos de la Sala Capitular de la iglesia de Santa Maria Novella, dedicados a la mayor gloria de la orden dominica. Esta sala pasó a llamarse Capilla de los Españoles a partir del siglo XVI por ser frecuentada por Leonor Álvarez de Toledo, Gran Duquesa Consorte de Toscana y su séquito.
El nivel artístico de las pinturas no se considera muy elevado, pero su vivacidad y riqueza de detalles siempre han despertado gran interés. Giorgio Vasari atribuyó esta obra a Simone Martini y a Taddeo Gaddi, y John Ruskin las hizo famosas con sus elogios, pero su atribución correcta se debe al historiador artístico del siglo XIX Giovan Battista Cavalcaselle. La flaqueza del artista, que trabajó en paralelo con Orcagna, es la falta de motivos originales seguida de una excesiva repetición en el esparcimiento de los colores y los detalles del modelado, aunque la grandiosidad de la representación y la vivacidad del color, influida por la Escuela Sienesa, en especial por Bartolo di Fredi más que por Ambrogio Lorenzetti, despiertan la admiración del observador.
Las paredes izquierda y derecha están cubiertas por las escenas más grandiosas, con la Exaltación de la Orden Dominica a la derecha y el Triunfo de Santo Tomás a la izquierda.
Otras obras son los frescos del Camposanto de Pisa (1377), con tres Historias de la Vida de San Raniero. También se le atribuye un tríptico de la iglesia de Santa María del Carmine, otra obra en la Historical Society de Nueva York y, finalmente, según el historiador Berenson, ciertas pinturas de la Galleria dell'Accademia y otros museos.